# Thức uống bổ sung ion
Thức uống bổ sung ion là thức uống có chứa hàm lượng ion và chất điện giải phù hợp giúp bổ sung lượng ion và chất điện giải cơ thể mất đi và cân bằng nước cho cơ thể nhanh chóng. Nhờ tác dụng bổ sung đầy đủ lượng ion, chất điện giải và nước cho cơ thể, thức uống bổ sung ion giúp thanh lọc và giải nhiệt cơ thể, mang lại cho bạn cảm giác sảng khoái cùng với nguồn năng lượng dồi dào bên trong cơ thể.

## Vai trò đối với cơ thể

### Vai trò của nước

#### Nước trong cơ thể
Nước trong cơ thể hay còn gọi là dịch cơ thể chiếm khoảng 60-70% trọng lượng cơ thể, phân bổ ở mọi cơ quan, cụ thể như 75% não, 92% máu, 75% cơ bắp, 22% xương,… Trung bình, ở trẻ em nước chiếm tới 70%, người lớn là 60% cơ thể. Khi về già, lượng nước này chiếm khoảng 50 – 55% cơ thể.
Nước trong cơ thể gồm nước và các chất điện giải cùng lượng ion thiết yếu như Na+, Mg2+, Ca2+, K+, Cl-… Nước trong cơ thể đóng vai trò quan trọng như: giúp tuần hoàn máu và bạch cầu, luân chuyển oxy và chất dinh dưỡng đến các tế bào, tống và loại bỏ các chất thải ra khỏi cơ thể cũng như điều hòa thân nhiệt cơ thể qua hoạt động tiết mồ hôi. Ngoài ra, nước trong cơ thể còn giúp vận chuyển dưỡng chất và oxy tới các tế bào, thanh lọc các độc tố trong các cơ quan, tạo môi trường ẩm ướt cho tai, mũi và các mô cuống họng, điều hòa khoáng chất và dưỡng chất cho cơ thể sử dụng.

#### Lượng nước cơ thể bị mất
Cơ thể chúng ta liên tục chống lại quá trình mất nước mỗi ngày. Nước trong cơ thể không chỉ mất đi qua tuyến mồ hôi, qua hệ bài tiết mà còn qua da và qua đường hô hấp, hay kể cả trong giấc ngủ. Mỗi ngày chúng ta mất khoảng 2.5 lít nước ngay cả trong những ngày hoạt động bình thường, chẳng hạn như 1.5 lít nước qua đường tiểu, 0.5 lít khi ngủ khoảng 7 – 8 tiếng, 0.5 lít qua đường hô hấp, mồ hôi hay cử động ruột. Hoặc khi chúng ta tắm thì cơ thể cũng đã mất 0.5 lít qua da hay giao tiếp trong 1.5 giờ cũng mất 350ml dịch cơ thể. Khi thiếu 3% nước và ion cơ thể sẽ dễ bị mệt mỏi, nhức đầu, thiếu 5% thì các chức năng sống của cơ thể sẽ bị ảnh hưởng, nếu mất đến 10% mà không được bù đắp kịp thời bạn có thể gặp nguy hiểm đến tính mạng.

### Vai trò của các ion
Na+: có vai trò chủ yếu trong cân bằng nước, điện giải và là ion cần thiết để dẫn truyền xung động trong tổ chức thần kinh và cơ.
K+:  giúp làm tăng hưng phấn của hệ thần kinh và hoạt động của nhiều hệ enzim. Nếu bị thải nhiều theo đường nước tiểu sẽ gây rối loạn các chức năng sinh lý của cơ tim.
Ca2+: có vai trò quan trọng trong quá trình đông máu,hoạt động của hệ cơ và hệ thần kinh và trong cấu tạo của hệ xương.
Mg2+: có tác dụng ức chế các phản ứng thần kinh và cơ. Khi thiếu Mg2+, cơ thể có thể bị mắc bệnh co giật. Ngoài ra, Mg2+ còn cần thiết cho các enzim trong quá trình trao đổi chất, thúc đẩy sự calci hóa để tạo thành phosphat calci và magnesi trong xương và răng.
Cl-: tham gia vào quá trình cân bằng các ion giữa nội và ngoại bào. Nếu thiếu Cl- sẽ kém ăn và nếu thừa Cl- thì có thể gây độc cho cơ thể. 

### Vai trò của thức uống bổ sung ion
Như đã nêu ở trên, thành phần dịch cơ thể không chỉ bao gồm nước - vốn là dung môi hòa tan các chất trong cơ thể, mà còn có chất điện giải và lượng ion thiết yếu như Na+, Mg2+, Ca2+, K+, Cl- cũng đóng vai trò quan trọng không kém. Khi cơ thể bị mất nước (hay đúng hơn là mất dịch cơ thể) thì nghĩa là cơ thể đang thiếu hụt lượng nước và cả lượng ion thiết yếu như Na+, Cl-, Ca2+, Mg2+, K+… Khi chúng ta chỉ bù nước thì chỉ có nước được bù mà ion lại không được bù, máu sẽ bị loãng, não ra lệnh cho cơ thể ngừng uống nước mặc dù cơ thể vẫn mất nước và khát nước.
Chính vì vậy, cần sử dụng thức uống bổ sung ion để bù nước cho cơ thể, nhằm đảm bảo cung cấp không chỉ lượng nước mà cả các chất điện giải và ion mất đi. Một khi cơ thể được bổ sung đầy đủ lượng nước, ion và chất điện giải, dịch cơ thể sẽ phát huy tối đa vai trò thanh lọc độc tố trong cơ thể, cung cấp độ ẩm cần thiết cho các cơ quan, giúp vận chuyển oxy và chất dinh dưỡng đến mọi nơi trong cơ thể, từ đó cơ thể luôn cảm thấy sảng khoái và tràn đầy năng lượng để hoạt động hiệu quả.